# Кремль (село)
Кремль (кирг. Кремль) — село в Узгенском районе Ошской области Кыргызстана. Входит в состав Кызыл-Октябрьского аильного округа. Код СОАТЕ — 41706  255 844 06 0

## Население
По данным переписи 2023 года, в селе проживало 765 человек.